# Saufelsen (Rodalben)

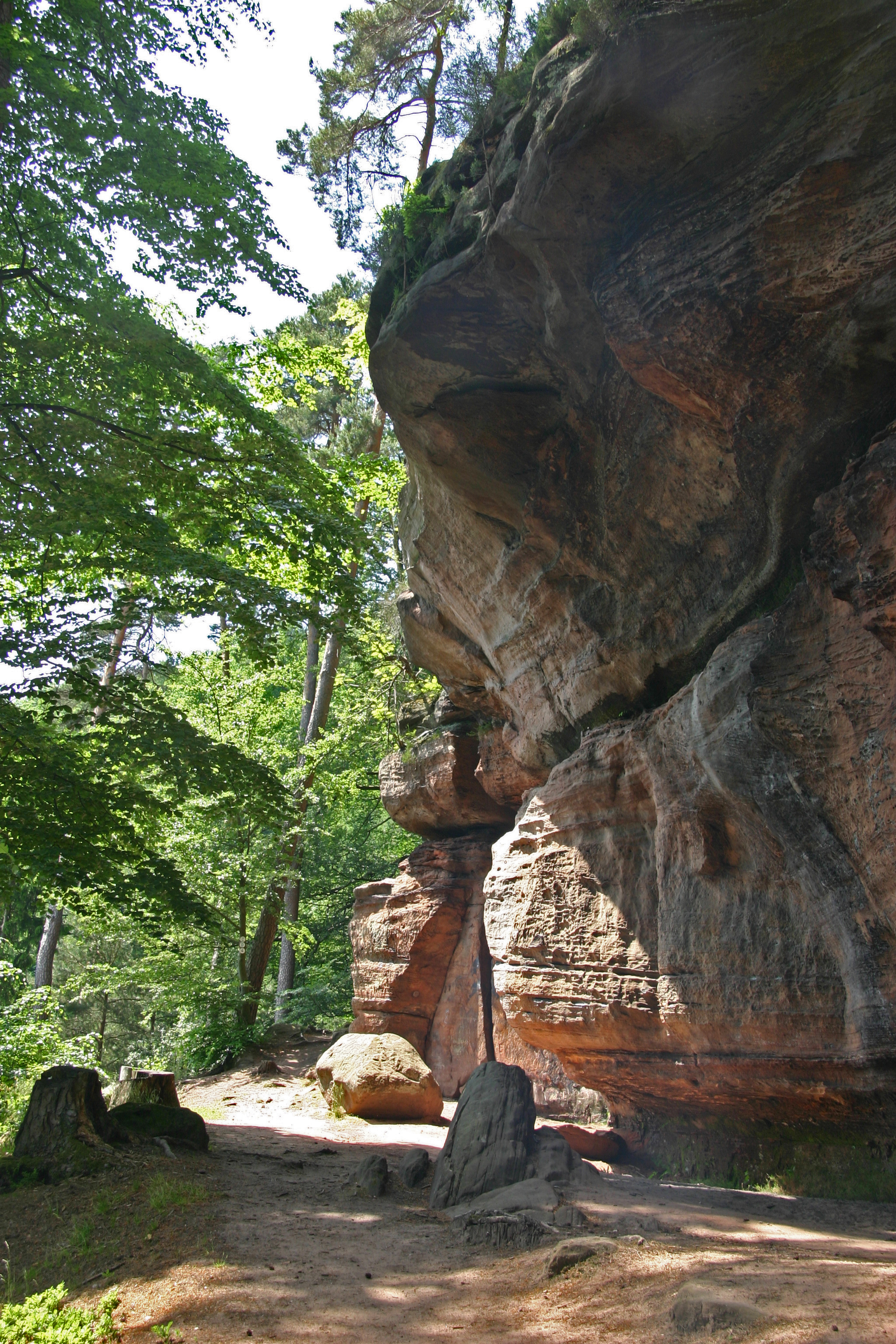
Saufelsen

Der Saufelsen ist eine Felsformation im Pfälzerwald.

## Lage und Beschreibung
Der Fels befindet sich innerhalb des Gräfensteiner Landes im Norden der Gemarkung der Stadt Rodalben unweit des Siedlungsgebiets des Stadtteils Auf der Heide am Osthang des Hilschberges. Bei ihm handelt es sich um einen Buntsandsteinfelsen. Sein Name rührt daher, dass er früher oft von Wildschweinen aufgesucht wurde. An ihm befindet sich außerdem ein Aussichtspunkt. Weitere Felsformationen in unmittelbarer Nähe sind der Hilschbergfelsen, der Rappenfelsen und der Rappenkopffelsen. Weiter nördlich beziehungsweise nordwestlich verläuft die Landesstraße 482.

## Geschichte
Der charakteristische Buntsandsteinfelsen entstand vor rund 150 Millionen Jahren an der Schwelle des Perm zur Trias in Form von Sedimentablagerungen; zum damaligen Zeitpunkt war er Teil eines urzeitlichen Korallenmeers. Die rote Farbe kam durch das im Gestein vorhandene Eisenoxid zustande.

## Tourismus

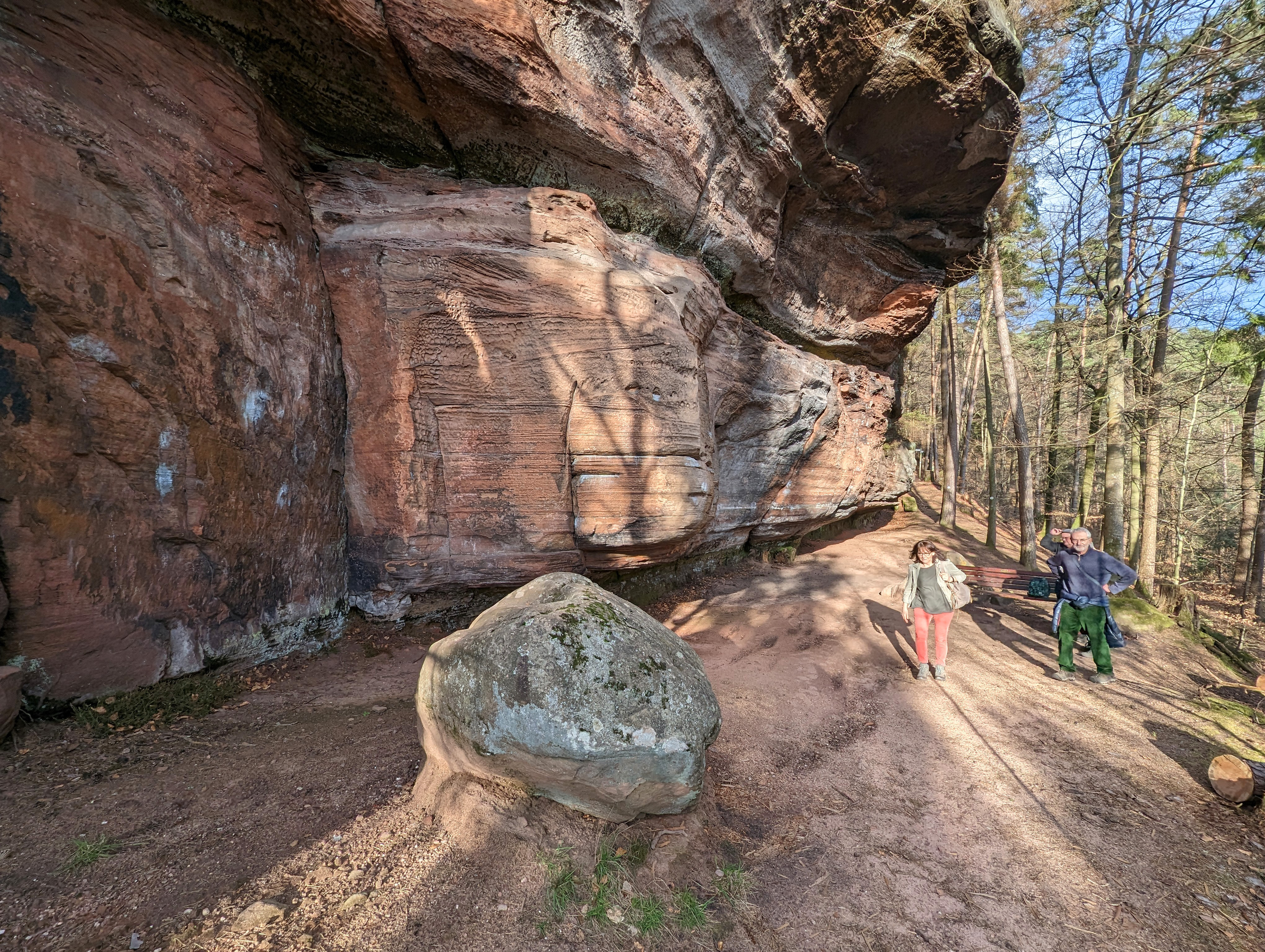
Wanderer am Saufelsen mit Sitzgelegenheit im Hintergrund

Am Saufelsen führen unter anderem die fünfte Etappe des Prädikatswanderwega Pfälzer Waldpfad, die Teilstrecke Von Rodalber Sau, Kuh und Rappen des als Rundwanderweg angelegten Rodalber Felsenwanderwegs sowie ein Wanderweg, der mit einem grün-gelben Balken markiert ist und der von Kirchheimbolanden bis nach Hirschthal verläuft, vorbei.